# Dettenhausen
Dettenhausen – miejscowość i gmina w Niemczech, w kraju związkowym Badenia-Wirtembergia, w rejencji Tybinga, w regionie Neckar-Alb, w powiecie Tybinga. Leży w Schönbuchu, ok. 10 km na północ od Tybingi, przy drodze krajowej B464.

## Współpraca
Miejscowości partnerskie:
- Tab, Węgry
- Treuen, Saksonia